# Utamakura
Utamakura (歌枕, littéralement « poème oreiller ») est un concept rhétorique en poésie japonaise.

## Définition
L'utamakura est une catégorie de termes poétiques, impliquant souvent des noms de lieux, qui permettent plus d'allusions et d'intertextualité à travers les poèmes japonais.
L'utamakura comprend des emplacements familiers à la cour de l'ancien Japon tels que :
- des sites shinto et bouddhistes particulièrement sacrés,
- des endroits où sont survenus des événements historiques,
- des endroits qui déclenchent une association mentale séparée grâce à un jeu de mots.

## Fonction esthétique
L'utamakura est un important outil qui permet d'atteindre le yūgen (« mystère », « profondeur ») dans la poésie japonaise en ajoutant profondeur et beauté indirecte dans les poèmes. Par ailleurs, il peut être utilisé comme source pour identifier des figures et des lieux importants dans le Japon ancien.
Il permet aux poètes d'exprimer des idées et des thèmes avec concision, leur permettant ainsi de rester dans les limites des strictes structures du waka.
Certains spécialistes considèrent l'utilisation des allusions géographiques comme preuve de la portée restreinte de l'écriture de la poésie. Bien que le « vrai » sens des poètes est vrai parce que l'essence a d'abord été préétablie, les poèmes ont été écrits dans des rubriques fixes (dai). Le poète pourrait habiter une position subjective ou un persona et composer sur le sujet, mais pas nécessairement sur son ou ses sentiments personnels. Selon certains spécialistes, l'utamakura aurait ainsi supprimé l'individualité ou la créativité des poètes.

## Histoire
L'histoire du utamakura se trouve dans les documents sur l'étude de la poésie comme l'Utamakura de Nōin, le poète et moine de l'époque de Heian et des listes d'endroits dans l'Utamakura Nayose (ouvrage de références des utamakura).
Les utamakura sont d'abord utilisés par les prêtres itinérants. Ces prêtres recueillent les histoires des différentes villes dans lesquelles ils se rendent. Étant donné qu'ils visitent de nombreux endroits, il est plus facile de se rappeler les détails d'une histoire en utilisant un seul point de référence constant, conformément à chaque type récurrent de l'événement que rapportent leurs récits. Au fil du temps, les lecteurs des poèmes dans tout le Japon en viennent à identifier les noms de lieux utamakura par les sentiments psychologiques associés aux références faites par les prêtres errants.
Après que les noms de lieux et de personnes utamakura sont bien établis, les poètes waka sont désireux d'aller visiter les sites utamakura. Au-delà de se familiariser avec le paysage réel des poèmes, pénétrer l'environnement local d'un poème ou d'une histoire permet d'en approfondir sa compréhension.
L'utamakura est également utilisé dans le renga, forme de poésie collaborative (en) japonaise, ancêtre de la poésie renku et haiku.

## Exemples d'utamakura
Il existe de nombreux exemples d'utamakura dans la littérature japonaise, dont l'un est le Kokinshū où cet utamakura particulier se trouve dans le 3e poème de la section Printemps du recueil.
| harugasami tateru ya izuko Miyoshino no Yoshino no yama ni yuki wa furitsutsu – Anonyme | Où sont les promises brumes du printemps ? Sur Yoshino, douces collines de Yoshino, de la neige tombe encore – Traduction de Lewis Cook |  |  |

Dans le poème ci-dessus, « Yoshino » renvoie à un endroit de la région de Yamato dans les environs de la capitale. Yoshino est réputé pour ses fortes chutes de neige et d'abondantes floraisons de cerisier.
Le premier poème dans la section Printemps 1 du Shin Kokin Wakashū emploie également « Yoshino » pour décrire le début du printemps,.
| Miyoshino wa yama mo kasumite shirayuki no furinishi sato ni haru wa kinikeri – Le premier ministre régent | Plaisant Yoshino, montagnes maintenant enveloppées dans le brouillard : au village où la neige tombait le printemps est arrivé. – Traduction de Lewis Cook |  |  |

Un autre exemple de poétique toponyme se trouve dans l'Ise monogatari, une pièce intitulée « Dans les provinces » (no 15),.
| Shinobuyama shinobite kayou michi mogana hito no kokoro no oku no miru beku | J'aspire à trouver un chemin dans les profondeurs du mont Shinobu où je pourrais sonder les secrets du cœur de l'autre. – Traduction de Jamie Newhard et Lewis Cook |  |  |

« Mont Shinobu » est un jeu de mots sur le verbe « shinobu », qui signifie « cacher », « endurer », « se languir de » et « se souvenir ».

## Exemples contemporains d'utamakura
Dans le Japon contemporain, il est possible de trouver de nombreux exemples d'utamakura dans les lectures quotidiennes. Ainsi, les éléments de menu des restaurants sont souvent nommés d'après leur apparence visuelle avec une référence à un espace scénique bien connu des Japonais. La rivière Tatsuta par exemple est célèbre pour ses érables rouges en automne. Par conséquent, un menu qui comprend du tatsuta sera composé de poisson ou de poulet croustillant marinés dans la sauce de soja avant d'être revenus dans la fécule de maïs et frits. Le revêtement de la fécule de maïs absorbe une partie du soja de sorte que quand il est frit, il prend une couleur brunie et roussâtre.

## Parallèles dans d'autres cultures
Les utamakura peuvent être décrits comme des « épithètes descriptives » ou des « périphrases désignant des sites géographiques » dans la poésie d'autres langues qui évoquent la mémoire, la pensée, l'image ou l'association avec le lieu mentionné.
Dans l'Enfer (canto VII, vers 106) de Dante se trouve un exemple d'utamakura japonais ou nom poétique d'endroit, en référence au fleuve Styx.

L'adjectif « stygian » signifie « de ou lié à la rivière Styx ». Dans la littérature grecque antique, la rivière Styx forme la frontière entre la Terre et Hades, le monde souterrain.
Dans les cultures occidentales contemporaines se trouvent des parallèles avec l'utamakura japonais dans de nombreuses chansons populaires. Les artistes utilisent des noms de lieux dans leurs paroles pour invoquer certaines pensées habituellement associées aux sites mentionnés par le musicien. La Californie est une référence commune pour de nombreux artistes en ce qu'elle évoque des pensées relatives à l'excès, à la splendeur, à la richesse et au sentiment de fausseté dans le corps et l'esprit. Weezer fait référence à la démesure de Beverly Hills dans leur chanson à succès Beverly Hills, tandis que le Red Hot Chili Peppers se réfère au sens des choses n'étant pas « réelles » dans leur chanson Californication en incluant des paroles sur la chirurgie plastique et l'emploi de décors hollywoodiens pour les conspirations du gouvernement.